# Рогна (Салаж)
Рогна (рум. Rogna) насеље је у Румунији у округу Салаж у општини Иљанда. Oпштина се налази на надморској висини од 214 m.

## Становништво
Према подацима из 2002. године у насељу је живело 118 становника, од којих су сви румунске националности.